# Экису
Экису, Междуречье (в VIII—X веках — Миян-Рудан (араб. من ميان رو‎,  Эки-Суу, кирг. Эки-Суу арасы) — историческая область в бассейне рек Нарын и Кара-Дарыя, часть современной Джалал-Абадской области. Во время войны с Джунгарским ханством, кыргызские племена перекочевав со всех регионов, построили здесь неприступную крепость, которая в конце войны дала отпор. В 1873—1876 годах — владение Эки-Суу, подвергнуто военному походу Российской империи.

## Арабский период
Сведения о Миян-Рудане можно найти в произведениях, написанных на арабо-персидских языках в X веке («Китаб Масалик аль Мамалик» Истахри абу Исхака, «Худуд аль-Алам мин аль-Машрик ила-л-Магриб» неизвестного автор и др.). В труде арабского путешественника аль-Мукаддаси «Ахсан-ат-такасим фи марифат аль-акалим» 9 городов, расположенных в округе Миян-Рудан - Насрабад, Манара (Менара), Ранджад (Ранджад), Шикит, Заркан, Хайралам, Башбашан, Уштикан, Узканд (Узкенд)]. Среди них Насрабад был городом с деревьями, а Шикит — большим городом в ореховом лесу. Столица региона — город Хайлам (Хайлам, Хатлам), расположенный вдоль реки Нарын (Хайлам), в долине Кетментобо. Была большая мечеть. Среди городов Заркан славился своим строительством, а Ранджад - сельскохозяйственными полями. Восточную окраину региона образовывали города Селат и Узкенд (ныне Кыргызстан), находящиеся недалеко от границы. Узген сначала был столицей Мавераннахра (в ранний период правления Караханидов), а позднее (в чагатайский период) — резиденцией местных провинциальных властей. Здесь производились акча (деньги). Миян-Рудинский регион и его города имели в то время политическое и экономическое значение Через его территорию проходили знаменитые торговые пути, а также находятся исторические и археологические памятники, прославляющие упомянутую эпоху.

## Поход Скобелева
Один из самых жестоких маршей при подавлении народного движения русскими колонизаторами в 1873-76 гг. Это произошло в районе между Нарыном и Карадарьей под названием Экисуу. Основной целью марша было «тихо разгромить беспокойных кочевников, пока они находятся на зимовках». Покинуть зимовья и имущество и убежать в горы кочевники не могли, когда в Кышкуру не хватало лошадей. М. Д. По плану Скобелева, с 25 декабря 1875 г. по 3 января 1876 г. экспедиция должна была усмирить села района, выйти на Озген, а затем разрушить город Анжиян. Число российских солдат, принявших участие в марше, составило 2821 человек. Этот марш, сопровождающийся беспощадными убийствами, поджогами и грабежами, известен своей крайней жестокостью. Участник экспедиции Н. Куропаткин вспоминает этот марш в своем дневнике: «...все деревни, которые мы встречали впереди себя, было приказано сжечь, и после нас остался только дым. М. Д. Скобелев оглянулся и остался доволен общим видом. ...под предлогом добычи фуража солдаты брали все, что попадалось под руку - кровати, ковры, коврики, скот, лошадей, книги, полезные инструменты... Пойманы младший офицер и большая группа солдат насилуют женщин и издеваются над их детьми..." . М. Д. Скобелев просил не публиковать его злодеяния в печати и писал журналисту по имени Марин: «...мой принцип таков: мир в Азии напрямую связан с количеством убитых там обезглавленных людей. Чем сильнее удар, тем спокойнее будет противник...", - написал он. Подобные факты свидетельствуют о спланированной политике геноцида против жителей Туркестана.